# Sieheniowszczyzna (obwód grodzieński)
Sieheniowszczyzna (biał. Сегянеўшчына; ros. Сегеневщина) – dawny chutor na Białorusi, w obwodzie grodzieńskim, w rejonie zelwieńskim, w sielsowiecie Izabelin.
W dwudziestoleciu międzywojennym miejscowość leżała w Polsce, w województwie białostockim, w powiecie wołkowyskim, w gminie Izabelin. 16 października 1933 utworzyła gromadę w gminie Izabelin. Po II wojnie światowej weszła w struktury ZSRR.
Chutor Sieheniowszczyzna zlikwidowano w 2018 roku.